# Jean Pichette
Jean Pichette (ur. 19 lipca 1963 w Lévis) – kanadyjski łyżwiarz szybki.

## Kariera
Pierwszy sukces w karierze Jean Pichette osiągnął w 1981 roku, kiedy zdobył srebrny medal w wieloboju podczas mistrzostw świata juniorów w Elverum. Na rozgrywanych rok później mistrzostwach świata juniorów w Innsbrucku w tej samej konkurencji był trzeci. Wśród seniorów jego najlepszym wynikiem było zwycięstwo w biegu na 1500 m podczas zawodów Pucharu Świata 13 marca 1988 roku w Inzell. Było to jego jedyne podium w zawodach tego cyklu. Najlepsze wyniki osiągnął w sezonie 1987/1988, kiedy był jedenasty w klasyfikacji końcowej 1500 m. Był też między innymi piąty podczas wielobojowych mistrzostw świata w Medeo w 1988 roku. Był tam kolejno trzynasty na 500 m, trzeci na 5000 i 1500 m oraz piętnasty na dystansie 10 000 m. W 1984 roku wystartował na igrzyskach olimpijskich w Sarajewie, zajmując 38. miejsce na 5000 m. Na rozgrywanych cztery lata później igrzyskach w Calgary jego najlepszym wynikiem było dziesiąte miejsce w biegu na 1500 m. W 1988 roku zakończył karierę.